# Khnkoyan
Khnkoyan là một đô thị thuộc tỉnh Lori, Armenia. Dân số ước tính năm 2011 là 298 người.